# Darmatresie
Die Darmatresie ist eine angeborene Fehlbildung mit einem oder mehreren Verschlüssen (Atresie) des Lumens im Magen-Darm-Trakt, tritt gehäuft im Bereich des Zwölffingerdarmes sowie des Enddarmes auf.
Die Erstbeschreibung stammt aus dem Jahre 1683 von G. C. Goeller (oder Goelle geschrieben), zitiert nach Marcel Bettex (Hrsg.) und Christina Oetzmann v. Sochaczweski.

## Einteilung

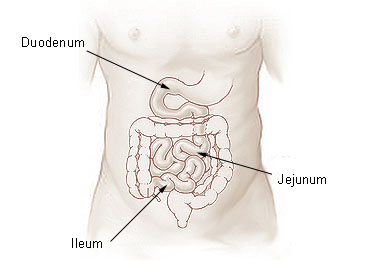
Lokalisation von Darmatresien: Duodenum, Jejunum und Ileum.

Je nach betroffenem Darmabschnitt kann unterschieden werden zwischen:
- Pylorusatresie
- Duodenalatresie
- Dünndarmatresie
  - Jejunalatresie
  - Ileumatresie
  - Dünndarmatresie Typ IIIb, Synonyme: Apfelschalen-Syndrom; Apple-peel-Syndrom; Jejunalatresie; Jejunoileale Atresie; englisch Apple-peel syndrome; Apple peel small bowel syndrome; APSB[7][8]
- Kolonatresie
- Analatresie
- Atresia-multiplex-congenita-Syndrom mit mehreren Atresien

## Verbreitung
Die Häufigkeit wird mit 1 bis 4 auf 10.000 Lebendgeburten angegeben. In 20 % liegt eine Chromosomenaberration vor.
Andere Angaben sprechen von 1 auf 400–5000 Neugeborenen.
Intestinale Atresien machen etwa ein Drittel aller Obstruktionen beim Neugeborenen aus.

## Im Rahmen von Syndromen
- Amyoplasie
- Atresia-multiplex-congenita-Syndrom (Gastrointestinal Defects And Immunodeficiency Syndrome; GIDID)
- Duodeno-jejunal atresia with volvulus, absent dorsal mesentery, and absent superior mesenteric artery
- Epidermolysis bullosa junctionalis mit Pylorusatresie (JEB-PA)
- Familiäre viszerale Myopathie
- Feingold-Syndrom
- Martínez-Frías-Syndrom
- Mitchell-Riley-Syndrom
- Nabelschnur-Ulzera-Darmatresie-Syndrom
- Strømme-Syndrom
- pränataler Volvulus

## Ursache
Louw und Barnard vermuteten im Jahre 1955 eine Störung der mesenterialen Gefäße (multiple ischämische Infarkte) gegen Ende der Schwangerschaft als Ursache der Darmatresien, nachdem zuvor von einer ungenügenden Rekanalisation des Magen-Darm-Traktes ausgegangen wurde.
Puri und Fujimoto konnten 1988 nachweisen, dass die Ursache nicht ischämisch, sondern in einem Fehlbildungsprozess des Magen-Darm-Traktes liegt.

## Klassifikation
Folgende Klassifikation ist gebräuchlich:
- Typ I (Duodenal-Diaphragma) mit einer das Lumen verschließenden Membran und normaler Muskelwand
- Typ II (strangförmige Duodenalatresie) mit einer kurzen Unterbrechung durch einen Bindegewebsstrang
- Typ III (vollständige Duodenalatresie) mit vollständiger Trennung der beiden Enden des Duodenums

Derzeit wird eine von Grosfeld und Mitarbeitern modifizierte Klassifikation am häufigsten verwendet:
- Typ I (Membran)
- Typ II (blind endend durch Strang verbunden)
- Typ IIIa (blind endend ohne Verbindung)
- Typ IIIb (Apple-peel deformity) (oder Apple-peel-Syndrom)
- Typ IV (multiple Atresien, string of sausages)

## Klinische Erscheinungen
Klinische Kriterien sind:
- Manifestation im Neugeborenenalter
- Hydramnion
- Erbrechen nach Geburt oder während der ersten Lebenstage
- je nach Lokalisation auch umschrieben aufgetriebenes und/oder eingefallenes Abdomen
- kein Mekonium-Abgang
- häufig auch Hyperbilirubinämie

Bei 6–14 % von Ungeborenen mit Darmatresie des oberen Magen-Darm-Traktes entwickelt sich eine Nabelschnurulzeration (Nabelschnur-Ulzera-Darmatresie-Syndrom).

## Diagnose
Die Diagnose ergibt sich aus Pränataldiagnostik, Sonografie, Klinischen Befunden, Röntgen Abdomenübersicht, Kontrastmittelgabe zur Magendarmpassage und/oder Kolonkontrasteinlauf.

## Differentialdiagnostik
Abzugrenzen sind:
- Malrotation mit oder ohne Volvulus
- Mekoniumileus
- Darmduplikatur
- innere Hernie
- Aganglionose
- adynamischer Ileus

## Therapie
Die Behandlung erfolgt operativ.

## Heilungsaussichten
Die Prognose ist je nach Ausmaß der Veränderungen gut. Die Überlebensrate ist höher, je weiter distal die Atresie ist. Die Mortalität ist erhöht bei multiplen Atresien (57 %), beim Apple-peel-Syndrom (71 %) und wenn zusätzlich ein Mekoniumileus (65 %), eine Mekoniumperitonitis (50 %) oder eine Gastroschisis (66 %) vorliegen.

## Geschichte
Der erste Versuch einer Ileostomie erfolgte im Jahre 1889 durch den englischen Chirurgen J. Bland Sutton, die erste erfolgreiche OP durch P. Fockens im Jahre 1911.